# Jean-Pierre Vande Velde
Jean-Pierre Vande Velde est un footballeur belge devenu entraîneur, né le 10 septembre 1955.